# Mazarredia gibbosa
Mazarredia gibbosa är en insektsart som beskrevs av Bolívar, I. 1898. Mazarredia gibbosa ingår i släktet Mazarredia och familjen torngräshoppor. Inga underarter finns listade i Catalogue of Life.